# System mechanic
System Mechanic là chương trình sửa chữa lỗi trong quá trình sử dụng máy tính. Chương trình được hãng iolo viết. Chương trình có các phiên bản:

## IOLO SYSTEM MECHANIC PROFESSIONAL
Gồm toàn bộ các chương trình ở dưới.

## IOLO SYSTEM MECHANIC
Gồm có 
- Defragment registry.
- Defragment hard drive.
- Làm nhanh mạng.
- Xóa các file không cần thiết.
- Đóng các chương trình không cần thiết.
- Sửa lỗi ổ cứng.
- Sửa lỗi registry.
- Tăng Ram.

## IOLO DRIVER SCUBBER
Gồm có:
- Xóa hẳn các file không cho hồi phục lại.
- Hồi phục các file đã xóa.

## IOLO ANTIVIRUS
Gồm có:
- Diệt virus, spyware,...